# 우토시
우토시(일본어: 宇土市)는 일본 구마모토현 중앙부에 위치하고 고니시 유키나가의 성시(조카마치)로 알려진 시이다. 중세부터 교통의 요지로 여겨져 호족들이 그 지배를 둘러싸고 싸움을 계속해 왔다. 근대 이후에도 구마모토현의 상공업 거점 중 하나로 이어졌다.

## 지리
우토반도의 북부를 차지하고 서부는 아리아케해와 접한다. 오코시키 해안은 일본의 물가 100선으로 선정되기도 했으며 기후는 연중 온난하다.

## 역사
중세의 우토성은 1048년에 축성되었다고 추정된다. 가마쿠라 시대 말기에 기쿠치씨 일족이 우토씨를 자칭해 우토성의 성주가 되었다.
도요토미 히데요시 시대에 고니시 유키나가가 24만 석 영주로 들어와 근세의 우토성을 축성했다. 그러나 고니시 유키나가는 세키가하라 전투에서 서군에 속했기 때문에 참수되었고 그 영지는 가토 기요마사에게 하사되었다. 가토 기요마사는 우토성을 대개수해 완성시켰지만 "일국일성령(一国一城令)"에 근거해 폐성되었다. 근대에는 규슈 상업은행(히고 은행의 전신)과 화력 발전소, 성냥 공장 등이 건설되어 상공업의 중심으로 이어졌다.
- 1889년 4월 1일 - 정촌제 시행으로 우토군 우토정이 성립하였다.
- 1954년 4월 1일 - 우토군 우토정·하나조노촌·도도로키촌·미도리카와촌·아미쓰촌이 대등 합병해 새로운 우토정이 성립하였다.
- 1958년 10월 1일 - 오다촌을 편입하여 시로 승격해 우토시가 되었다.

## 교통

### 철도
- 규슈 여객철도
  - 가고시마 본선
  - 미스미선

### 도로
- 국도 3호선
- 국도 57호선
- 국도 501호선